# Julian Ashton
Pour les articles homonymes, voir Ashton.
Julian Rossi Ashton, né le 27 janvier 1851 et mort le 27 avril 1942, est un peintre et graveur australien né britannique, commandeur de l'ordre de l'Empire britannique.

## Biographie
Julian Rossi Ashton étudie à l'Art Society's School de Sydney avec Martin Lewis, avec qui il restera ami. Il étudie ensuite à la South Kensington School of Art de Londres et à l'Académie Julian à Paris. En 1878, le propriétaire de journal David Syme l'invite à Melbourne pour produire des illustrations en noir et blanc pour The Illustrated Australian News (en). Il fonde la Julian Ashton Art School (en) en 1896, et y enseigne.
Surtout connu comme peintre, Julian Ashton est également l'un des premiers artistes australiens à se lancer dans la gravure.

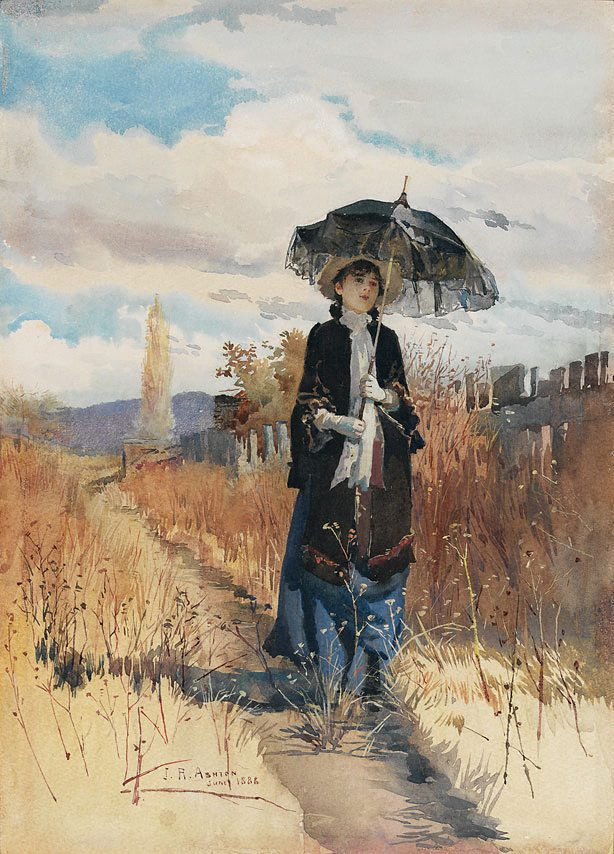
A solitary ramble (1888, Galerie d'art de Nouvelle-Galles du Sud, Sydney).
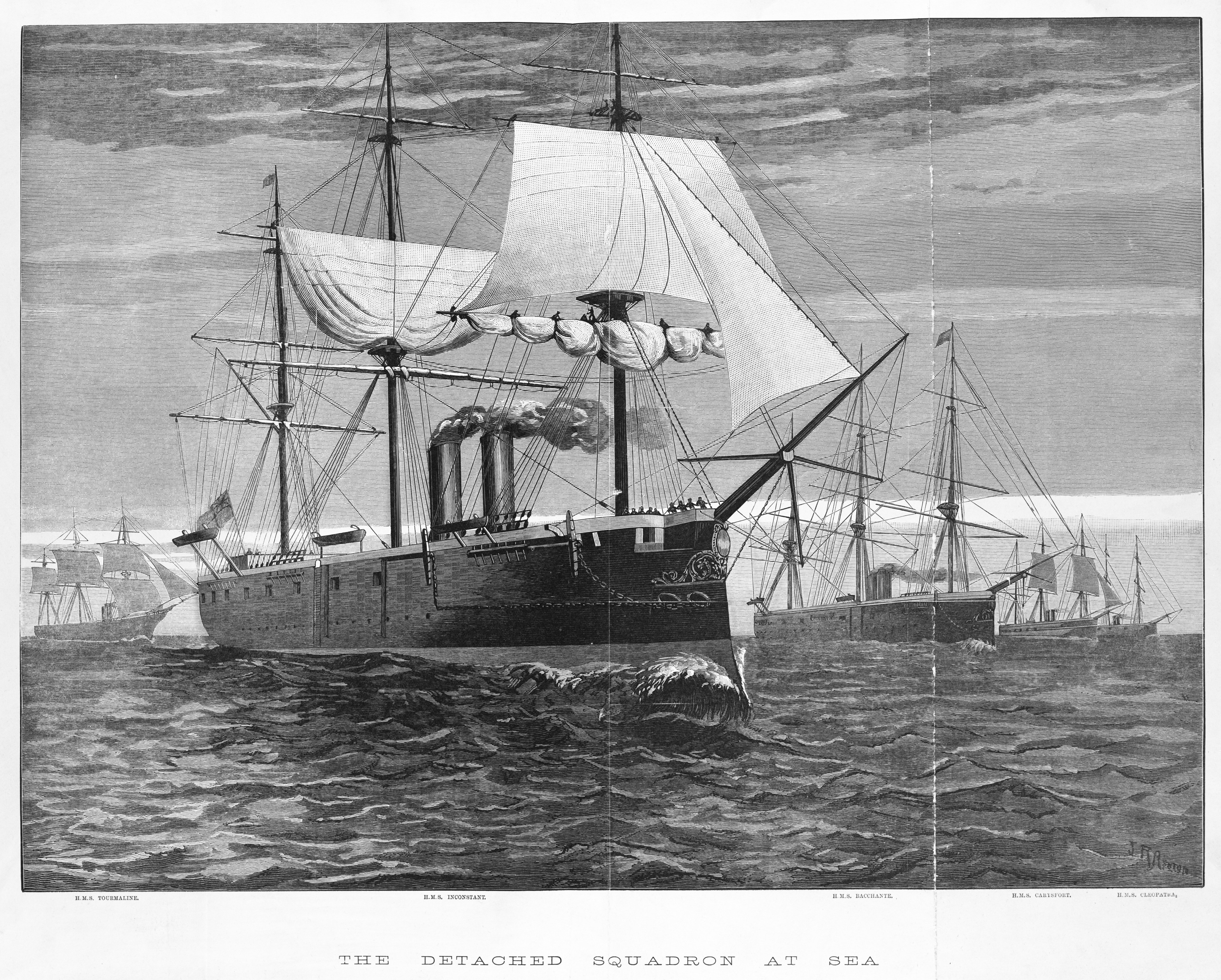
The Royal Navy detached squadron at sea (1881, State Library Victoria, Melbourne).